# Anne Chapman
Anne MacKaye Chapman (Los Angeles, 27 de janeiro de 1922 – Paris, 12 de junho de 2010) foi uma etnóloga franco-americana que se concentrou no povo da Mesoamérica escrevendo vários livros, co-produzindo filmes e capturando gravações sonoras de línguas raras do Triângulo Norte da América Central ao Cabo Horn na América do Sul.

## Primeiros anos e carreira
Anne MacKaye Chapman nasceu em 1922 em Los Angeles, Califórnia. Ela partiu para o México em 1940, matriculando-se na Escola Nacional de Antropologia e História (ENAH) na Cidade do México. Na ENAH, Chapman estudou com Paul Kirchhoff, Wigberto Jiménez Moreno e Miguel Covarrubias. Inspirada no trabalho de Covarrubias, Chapman e seus colegas publicaram Anthropos, uma revista que combina arte com artigos sobre antropologia e política. Apenas duas edições foram publicadas, ambas em 1947, devido aos recursos limitados. Chapman realizou seu primeiro trabalho de campo etnográfico como aluna entre as comunidades maias em Chiapas, México – primeiro, entre os Tzeltales até Sol Tax e, mais tarde, entre os Tzoziles até Alfonso Villa Rojas. Ela finalmente obteve seu mestrado em antropologia em 1951 pela ENAH; sua tese de mestrado, intitulada "La Guerra de los Aztecas contra los Tepanecas", usou as teorias de Carl von Clausewitz sobre a guerra para analisar a derrota dos Tepanecas pelos astecas para independência no início do século XV.
Chapman retornou aos Estados Unidos na década de 1950, obtendo seu doutorado em Antropologia pela Universidade de Columbia em Nova Iorque no ano de 1958. Sua dissertação foi intitulada Uma Análise Histórica das Tribos da Floresta Tropical na Fronteira Sul da Mesoamérica. Enquanto em Columbia, ela estudou com Conrad Arensberg e trabalhou como assistente de Karl Polanyi de 1953 a 1955. Outro professor, William Duncan Strong, apresentou-a Tolupan (Jicaque), povos indígenas de Honduras. Depois de receber fundos da Fundação Fulbright e do Instituto de Pesquisa para o Estudo do Homem (RISM), Chapman começou seu trabalho de campo em 1955 entre os Tolupan em Montaña de la Flor, Honduras. Ela retornaria por um período de vários meses todos os anos até 1960 para sua pesquisa, mas manteve seu relacionamento com a comunidade pelo resto de sua vida. Durante seu trabalho de campo, Chapman trabalhou principalmente com Alfonso Martinez. Por meio dele, Chapman pôde fazer um estudo da tradição oral e organização social tolupanas, bem como elaborar genealogias detalhadas da comunidade. Sua pesquisa acabou resultando em um livro, Les Enfants de la Mort: Univers Mythique des Indiens Tolupan (Jicaque), publicado em 1978; um texto revisto em inglês foi publicado em 1992 sob o título Master of Animals: Oraldition of the Tolupan Indians, Honduras. Alfonso Martinez morreu de sarampo em 1969.
Chapman também realizou pesquisas etnográficas entre os Lenca de Honduras, começando em 1965-66 e continuando até a década de 1980. Seu trabalho seguiu a análise de Kirchhoff sobre "áreas culturais", particularmente a Mesoamérica. Ela procurou resolver uma dúvida levantada por Kirchhoff sobre se os Lenca deveriam ser considerados um grupo mesoamericano, resolvendo a questão de forma afirmativa em um artigo intitulado Los Lencas de Honduras en el siglo XVI, publicado em 1978. Além disso, em 1985-86, ela publicou um estudo em dois volumes sobre os rituais e tradições de Lenca intitulado Los Hijos del Copal y la Candela.
Em 1961, Chapman tornou-se membro do francês Centre National de la Recherche Scientifique, trabalhando sob Claude Lévi-Strauss até 1969 e, eventualmente, se aposentando do centro em 1987. Durante sua longa carreira como etnógrafa, esteve associada a vários outros centros de pesquisa na Europa e nas Américas, incluindo: o Musée de l'Homme em Paris, França; o Instituto de Pesquisa para o Estudo do Homem na cidade de Nova Iorque; o Instituto Hondureño de Antropología em Tegucigalpa, Honduras; e o Instituto Nacional de Antropologia em Buenos Aires, Argentina.
Em 1964, Chapman foi convidada a integrar a equipe da arqueóloga Annette Laming-Emperaire em um projeto na Terra do Fogo, Argentina. Embora não seja uma arqueóloga de formação, Chapman aceitou a oportunidade de conhecer Lola Kiepja e Ángela Loij, algumas das últimas Selk'nam (Ona) vivas da Terra do Fogo. Depois de terminar o projeto de arqueologia, Chapman se encontrou com Lola e a gravou falando e cantando em Selk'nam, bem como suas memórias de vida como Selk'nam. Embora Lola tenha morrido em 1966, Chapman pôde continuar trabalhando com os restantes Selk'nam na Terra do Fogo. Em 1976, coproduziu com Ana Montes um filme sobre os Selk'nam, The Onas: Life and Death in Tierra del Fuego. Em 1985, ela expandiu seu trabalho de campo para incluir os Yahgans restantes em Tierra del Fuego, Chile.
Chapman escreveu sobre muitas questões antropológicas importantes; possivelmente seu trabalho mais importante sobre os fueguinos foi Drama and Power in a Hunting Society: The Selk'nam of Tierra del Fuego (1981). Ela também escreveu La Isla de los Estados en la prehistoria: Primeros datos arqueológicos (1987, Buenos Aires), El Fin de Un Mundo: Los Selk'nam de Tierra del Fuego' (1990, Buenos Aires), e três capítulos listados no Cap. Horn 1882-1883: Rencontre avec les Indiens Yahgan (1995, Paris), que contém muitas fotografias tiradas por membros da expedição francesa ao Cabo Horn (1882-83) que estão entre as melhores dos Yahgans ; dez dos Alakaluf em 1881 dos onze que foram sequestrados e levados para Paris e outras cidades europeias; e seis dos últimos Yahgans que ela fez em 1964 e 1987. Ela também fez um filme sobre a vida dos membros da tribo Yahgan intitulado Homage to the Yahgans: The Last Indians of Tierra del Fuego and Cape Horn (1990), que foi finalista no Festival Internacional de Cinema e TV de Nova York.
Mais tarde, ela escreveu Hain: Selknam Initiation Ceremony, e junto com End of a World: The Selknam of Tierra del Fuego, ambos os livros incluem um CD de cantos Hain de Lola Kiepja. Em 2004, Chapman publicou El fenômeno de la canoa yagán (Universidad Marítima de Chile, Viña del Mar), e em 2006 Darwin in Tierra del Fuego e Lom: amor y venganza, mitos de los yámana.
Seu último livro é intitulado Encontros Europeus com o Povo Yamana do Cabo Horn, Antes e Depois de Darwin (2010, Nova Iorque, Cambridge University Press), uma narrativa dos dramas encenados de 1578 a 2000 na região do Cabo Horn, no Chile, pelo indígenas, os navegadores, os missionários e outros europeus.
No final de sua vida, Chapman morou principalmente em Buenos Aires, trabalhando e escrevendo lá. Chapman morreu aos 88 anos em 12 de junho de 2010 em um hospital de Paris.

## Prêmios
- Doutor Honoris Causa. Universidade de Magallanes, Punta Arenas, Chile (2003)
- Orden José Cecilio del Valle en grado de Caballero. Ministério das Relações Exteriores, Tegucigalpa, Honduras, bem como outras homenagens do Instituto Hondurenho de Antropologia e História e da Universidade de Honduras, principalmente por seu trabalho com os Tolupan de Montaña de la Flor e os Lencas de Intibuca (2005)
- Orden al Mérito Docente y Cultural Gabriela Mistral en el grado de Comendador. Dado pelo Ministério da Educação do Chile (2005)